# Jiangyan
Jiangyan is een stad in de provincie Jiangsu van China.  Jiangyan ligt in de stadsprefectuur Taizhou. Het is een voorstad van Taizhou, met de status van district en ligt ten noorden en oosten van het stadscentrum van de prefectuurstad. De stad Jianyan zelf had 728.645 inwoners bij de census van 2010.

## Geboren
- Hu Jintao (1942), president van China (2003-2013)